# John Wes Townley
John Wes Townley (Watkinsville, 31 de diciembre de 1989 - Athens, 2 de octubre de 2021) fue un piloto de carreras de autos stock estadounidense. Compitió por última vez a tiempo parcial en la NASCAR Camping World Truck Series, conduciendo el Chevrolet Silverado N.º 05 para Athenian Motorsports, y a tiempo parcial en la Serie Xfinity, conduciendo el Chevrolet Camaro N.º 05 para Athenian Motorsports. Tony, el padre de Townley, es cofundador de la cadena de restaurantes de pollo Zaxby's.

## Carrera automovilística

### Carrera temprana

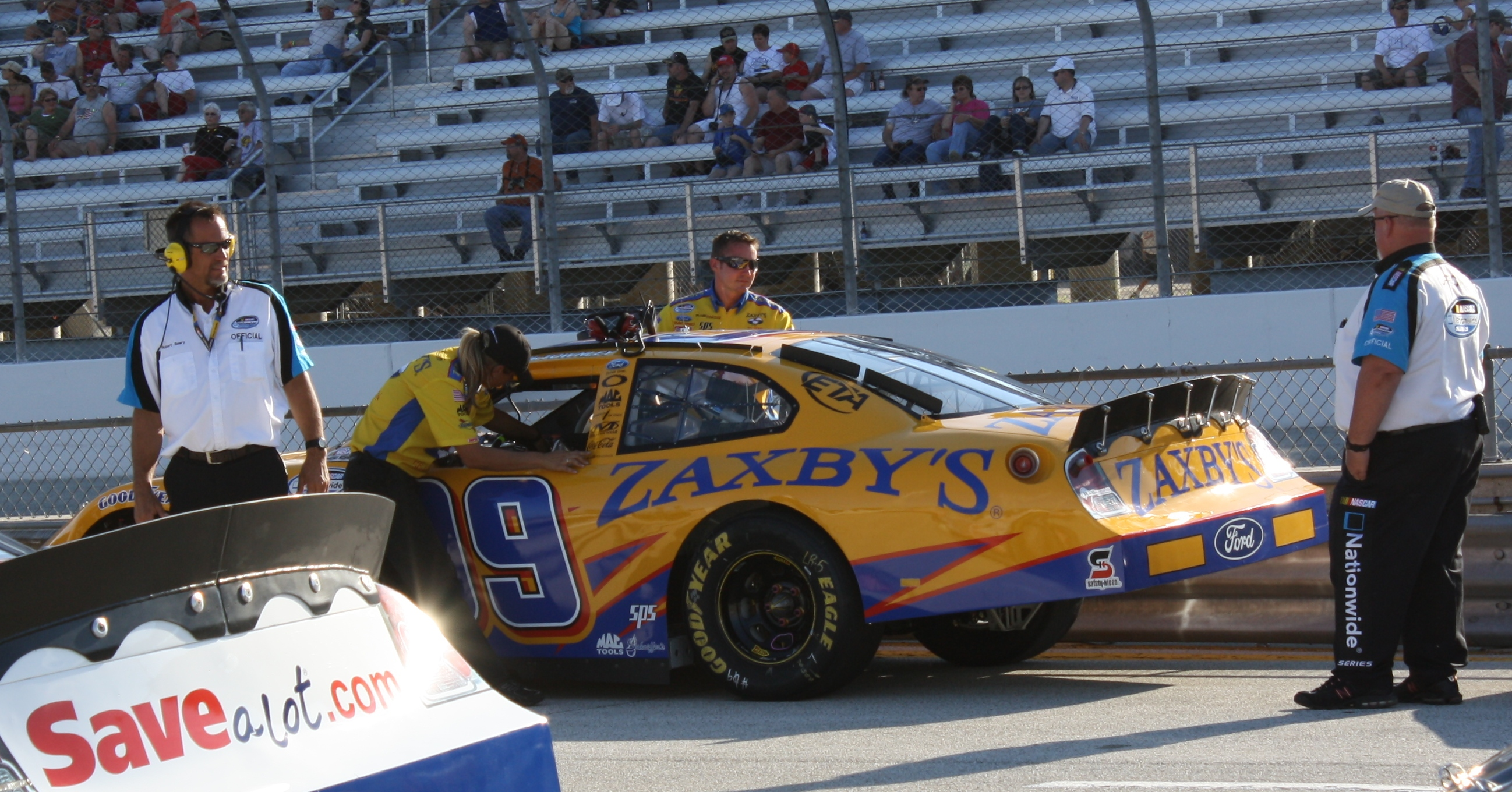
El auto de la Serie Nationwide 2009 de Townley.

Townley condujo en la Asociación Estadounidense de Velocidad antes de unirse a NASCAR. Comenzó a competir en la Serie Nationwide en 2008 cuando participó en tres carreras para RAB Racing y tuvo tres abandonos. También compitió en 7 Craftsman Truck Series para Roush Racing con un mejor resultado de 18 en The Milwaukee Mile y Talladega Superspeedway. Regresó a la Serie Nationwide con RAB en 2009 y se clasificó para 26 carreras. Terminó 16 carreras y terminó 23° en puntos. El estilo de conducción de Townley resultó controvertido, lo que provocó numerosos accidentes; recibió el apodo de "John Wrecks Weekly" de los fanes.
Townley se unió a Richard Childress Racing en 2010, pero fue liberado antes de la sexta carrera del año en Phoenix International Raceway. Resultó en su reemplazo para esa carrera por Clint Bowyer, y durante el resto del año por Bowyer y Morgan Shepherd. Se reincorporó a RAB Racing para algunas carreras más adelante en la temporada 2010.

### 2012-2017
Townley regresó a RAB Racing para la temporada 2012 de NASCAR Camping World Truck Series, compitiendo por los honores de Novato del Año.
El 7 de febrero de 2012, Townley fue arrestado y acusado de DUI luego de un accidente automovilístico en los suburbios del condado de Oconee, Georgia. Posteriormente fue suspendido por RAB Racing hasta que pasó una cantidad de tiempo "apropiada", y NASCAR lo puso en libertad condicional hasta fin de año. Townley volvería a conducir para el equipo en la Camping World Truck Series a finales de marzo en Martinsville Speedway, donde terminó 23º. Terminaría entre los 20 primeros en las siguientes tres carreras, y regresaría a la Serie Nationwide en el Toyota N.º 99 de RAB en Dover International Speedway y Daytona International Speedway durante el verano.
En agosto, Townley intentó debutar en la Sprint Cup Series en Pocono Raceway, conduciendo para FAS Lane Racing con el patrocinio de Zaxby's. Townley golpeó la pared en su vuelta de entrenamiento de calentamiento fuera de la curva del túnel y fue reemplazado por Jason White. El mismo fin de semana logró su primer resultado entre los 10 primeros en NASCAR, terminando octavo en la carrera de la Serie Camping World Truck en Pocono.

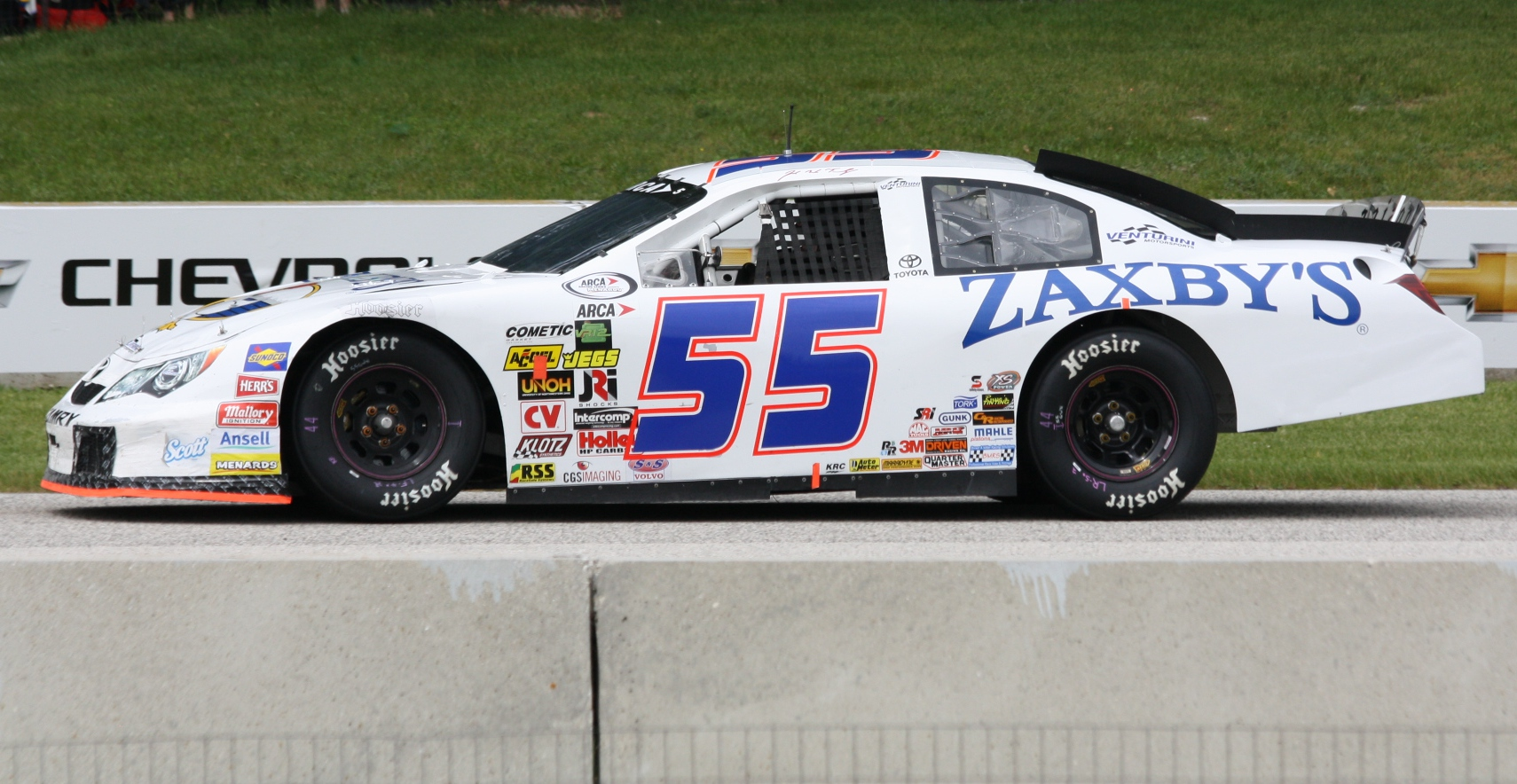
Coche ARCA 2013 de Townley en Road America.

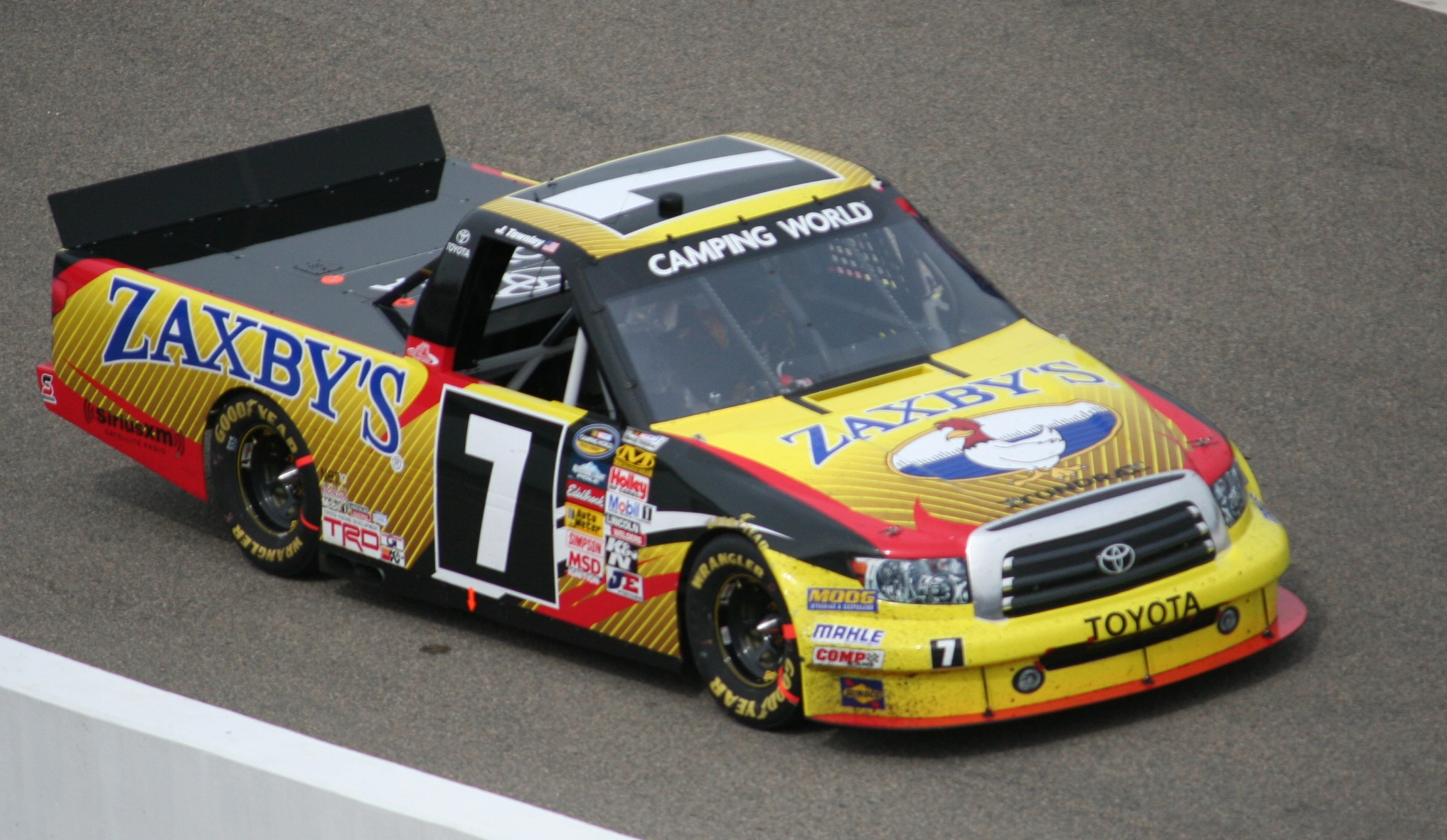
Camioneta 2013 de Townley en Rockingham Speedway.

Después de la temporada 2012, Townley firmó con Red Horse Racing para conducir el Toyota N.º 7 del equipo en la Camping World Truck Series de 2013. Además, Townley condujo para Venturini Motorsports en la carrera de apertura de temporada de la ARCA Racing Series en el Daytona International Speedway. Comenzando desde la pole, pasó a ganar el evento, con un calendario parcial en ARCA y la Serie Nationwide de NASCAR para el equipo. Townley terminó 11° en puntos de Camionetas.
Para la temporada 2014, Townley se mudó a Wauters Motorsports para conducir el Toyota N.º 5 en la Camping World Truck Series, además de correr a tiempo completo en la ARCA Racing Series para Venturini Motorsports. A mitad de temporada, Townley se mudó a Athenian Motorsports, que es propiedad de su padre Tony Townley, por el resto de la temporada de la Truck Series, así como un calendario parcial de la Serie Nationwide.
En Pocono Raceway en agosto, Townley estuvo involucrado en un accidente durante la calificación de ARCA y se vio obligado a no participar el resto del fin de semana como medida de precaución. En diciembre, se anunció que Townley regresaría a la Serie de Camionetas a tiempo completo en el N.º 05 para Athenian Motorsports mientras también participaría a tiempo parcial en la Serie Xfinity en el N.º 25 para Athenian Motorsports.
En 2015, ganó su carrera de camiones en Las Vegas Motor Speedway cuando Matt Crafton entró en boxes para cargar combustible con 6 vueltas para el final. Townley se mantuvo al margen de la apuesta y ganó en el proceso.
Durante el Drivin 'for Linemen 200 de 2016 en Gateway Motorsports Park, Townley estuvo involucrado en un altercado con Spencer Gallagher, después de que los dos se estrellaran en la vuelta 154. Townley finalmente fue multado con $ 15,000 y puesto en libertad condicional hasta fin de año. Se perdió la siguiente carrera en Kentucky Speedway por tratamiento de conmoción cerebral y fue reemplazado por Parker Kligerman. Townley también se perdió otra carrera cuando se saltó la carrera del Texas Motor Speedway para tratar una lesión en el tobillo izquierdo, y Cody Coughlin se hizo cargo del N.º 05 para el evento.
En enero de 2017, se anunció que Townley se retiraba de los deportes de motor y que Athenian Motorsports cerraría sus operaciones posteriormente.

## Vida personal
Originario de Watkinsville, Georgia, Townley participó en el ciclismo de montaña y disfrutó tocando el piano y la guitarra. Anunció su compromiso con su novia Laura Bird a finales de 2016.
Según documentos judiciales, en 2019, Townley fue acusado de tres delitos menores, incluida la agresión por violencia familiar, después de que, según los informes, arrojó a su esposa al suelo, lo que hizo que ella temiera razonablemente por su vida. Townley se declaró culpable de alteración del orden público y fue sentenciado a 12 meses de libertad condicional. En febrero de 2021, solicitó el divorcio, que le fue concedido ese mismo año.

## Fallecimiento
El 2 de octubre de 2021, Townley, de 31 años, atacó a su exesposa Laura Townley y Zachary Anderson con un hacha en su casa en el área de Five Points de Athens, Georgia. Anderson disparó y mató a Townley, y accidentalmente disparó a Laura, quien sufrió heridas graves. La investigación está en curso y no se han presentado cargos.

## Resultados de carrera

### NASCAR

#### Xfinity Series
| 2008                             | RAB Racing               | 09 | Ford   | DAY    | CAL    | LVS    | ATL    | BRI    | NSH      | TEX    | PHO     | MXC     | TAL    | RCH     | DAR    | CLT    | DOV    | NSH     | KEN    | MLW    | NHA    | DAY    | CHI     | GTY    | IRP    | CGV     | GLN    | MCH    | BRI DNQ | CAL | RCH    | DOV 30 | KAN    | CLT 27 | MEM DNQ | TEX DNQ | PHO 38 | HOM DNQ | 92nd   | 204  | [ 28 ] |
| 2009                             | RAB Racing               | 09 | Ford   | DAY 21 | CAL 22 | LVS 38 | BRI 16 | TEX 36 | NSH 18   | PHO 36 | TAL 18  | RCH DNQ | DAR 34 | CLT DNQ | DOV 38 | NSH 42 | KEN 32 | MLW DNQ | NHA 28 | DAY 36 | CHI 21 | GTY 21 | IRP DNQ | IOW 29 | GLN    | MCH DNQ | BRI 33 | CGV    | ATL DNQ | RCH | DOV 18 | KAN 31 | CAL 17 | CLT 28 | MEM 40  | TEX 18  | PHO 23 | HOM 24  | 23rd   | 1989 | [ 29 ] |
| 2010                             | Richard Childress Racing | 21 | Chevy  | DAY 23 | CAL 30 | LVS 15 | BRI 26 | NSH 18 | PHO Wth† | TEX    | TAL     | RCH     | DAR    | DOV     | CLT    | NSH    | KEN    | ROA     | NHA    | DAY    | CHI    | GTY    | IRP     |        |        |         |        |        |         |     |        |        |        |        |         |         |        |         | 47th   | 866  | [ 30 ] |
| 2010                             | RAB Racing               | 09 | Ford   |        |        |        |        |        |          |        |         |         |        |         |        |        |        |         |        |        |        |        |         | IOW 24 | GLN    | MCH 17  | BRI 27 | CGV    | ATL 22  | RCH | DOV    | KAN    | CAL    | CLT    | GTY     | TEX     | PHO    | HOM     | 47th   | 866  | [ 30 ] |
| 2012                             | RAB Racing               | 24 | Toyota | DAY    | PHO    | LVS    | BRI    | CAL    | TEX      | RCH    | TAL 15  | DAR     | IOW    | CLT     |        |        |        |         |        |        |        |        |         |        |        |         |        |        |         |     |        |        |        |        |         |         |        |         | 126th  | 01   | [ 31 ] |
| 2012                             | RAB Racing               | 99 | Toyota |        |        |        |        |        |          |        |         |         |        |         | DOV 20 | MCH    | ROA    | KEN     | DAY 25 | NHA    | CHI    | IND    | IOW     | GLN    | CGV    | BRI 23  | ATL    | RCH    | CHI     | KEN | DOV    | CLT 32 | KAN    | TEX    | PHO     | HOM     |        |         | 126th  | 01   | [ 31 ] |
| 2013                             | Venturini Motorsports    | 25 | Toyota | DAY    | PHO    | LVS    | BRI 17 | CAL    | TEX      | RCH    | TAL DNQ | DAR     | CLT 35 | DOV     | IOW    | MCH    | ROA    | KEN     | DAY    | NHA    | CHI    | IND    | IOW     | GLN    | MOH    | BRI     | ATL    | RCH    | CHI     | KEN | DOV    | KAN    | CHA    | TEX    | PHO     | HOM     |        |         | 114th  | 01   | [ 32 ] |
| 2014                             | Athenian Motorsports     | 25 | Toyota | DAY    | PHO    | LVS    | BRI    | CAL    | TEX      | DAR    | RCH     | TAL 13  | IOW    | CLT 22  | DOV    | MCH    | ROA    | KEN Wth | DAY 18 | NHA    | CHI 27 | IND 28 | IOW     | GLN    | MOH    | BRI 18  | ATL 32 | RCH    | CHI     | KEN | DOV    | KAN 31 | CLT    | TEX 23 | PHO 23  | HOM 33  |        |         | 100th1 | 01   | [ 33 ] |
| 2015                             | Athenian Motorsports     | 25 | Chevy  | DAY 33 | ATL 27 | LVS 19 | PHO    | CAL 23 | TEX 17   | BRI 14 | RCH     | TAL 15  | IOW 13 | CLT 29  | DOV 15 | MCH    | CHI    | DAY 19  | KEN 32 | NHA    | IND    | IOW    | GLN 39  | MOH    | BRI 23 | ROA     | DAR 26 | RCH 30 | CHI 13  | KEN | DOV    | CLT 22 | KAN    | TEX    | PHO     | HOM     |        |         | 97th   | 01   | [ 34 ] |
| 2016                             | Athenian Motorsports     | 05 | Chevy  | DAY 17 | ATL    | LVS    | PHO    | CAL    | TEX      | BRI    | RCH     | TAL 26  | DOV    | CLT     | POC    | MCH    | IOW    | DAY     | KEN    | NHA    | IND    | IOW    | GLN     | MOH    | BRI    | ROA     | DAR    | RCH    | CHI     | KEN | DOV    | CLT    | KAN    | TEX    | PHO     | HOM     |        |         | 111th  | 01   | [ 35 ] |
| † - Reemplazado por Clint Bowyer |                          |    |        |        |        |        |        |        |          |        |         |         |        |         |        |        |        |         |        |        |        |        |         |        |        |         |        |        |         |     |        |        |        |        |         |         |        |         |        |      |        |

#### Camping World Truck Series
| 2008 | Roush Fenway Racing      | 09 | Ford   | DAY    | CAL    | ATL    | MAR    | KAN    | CLT     | MFD 27 | DOV    | TEX    | MCH    | MLW 18 | MEM    | KEN 21 | IRP    | NSH 30 | BRI 35 | GTW    | NHA    | LVS    | TAL 18 | MAR    | ATL    | TEX    | PHO 24 | HOM | 39th  | 622 | [ 36 ] |
| 2009 | Billy Ballew Motorsports | 09 | Toyota | DAY    | CAL    | ATL    | MAR    | KAN    | CLT DNQ | DOV    | TEX    | MCH    | MLW    | MEM    | KEN    | IRP    | NSH    | BRI    | CHI    | IOW    | GTW    | NHA    | LVS    | MAR    | TAL    | TEX    | PHO    | HOM | 120th | 0   | [ 37 ] |
| 2012 | RAB Racing               | 09 | Toyota | DAY    | MAR 23 | CAR 20 | KAN 16 | CLT 16 | DOV 16  | TEX 27 | KEN 31 | IOW 20 | CHI 14 | POC 8  | MCH 25 | BRI 24 | ATL 19 | IOW 15 | KEN 10 | LVS 14 | TAL 25 | MAR 18 | TEX 16 | PHO 13 | HOM 32 |        |        |     | 16th  | 521 | [ 38 ] |
| 2013 | Red Horse Racing         | 7  | Toyota | DAY 21 | MAR 32 | CAR 11 | KAN 32 | CLT 8  | DOV 11  | TEX 15 | KEN 11 | IOW 12 | ELD 22 | POC 17 | MCH 7  | BRI 30 | MSP 12 | IOW 11 | CHI 6  | LVS 7  | TAL 7  | MAR 13 | TEX 9  | PHO 27 | HOM 6  |        |        |     | 11th  | 641 | [ 39 ] |
| 2014 | Wauters Motorsports      | 5  | Toyota | DAY 14 | MAR 20 | KAN 11 | CLT 4  | DOV 12 | TEX 5   | GTW 8  | KEN 21 |        |        |        |        |        |        |        |        |        |        |        |        |        |        |        |        |     | 15th  | 499 | [ 40 ] |
| 2014 | Athenian Motorsports     | 05 | Toyota |        |        |        |        |        |         |        |        | IOW 22 | ELD 19 | POC    | MCH    | BRI 29 | MSP    | CHI 15 | NHA 18 | LVS 11 | TAL 8  | MAR 33 | TEX 20 | PHO 33 | HOM 35 |        |        |     | 15th  | 499 | [ 40 ] |
| 2015 | Athenian Motorsports     | 05 | Chevy  | DAY 22 | ATL 12 | MAR 8  | KAN 12 | CLT 6  | DOV 18  | TEX 3  | GTW 11 | IOW 10 | KEN 8  | ELD 14 | POC 17 | MCH 17 | BRI 11 | MSP 25 | CHI 10 | NHA 26 | LVS 1  | TAL 16 | MAR 11 | TEX 17 | PHO 3  | HOM 10 |        |     | 8th   | 730 | [ 41 ] |
| 2016 | Athenian Motorsports     | 05 | Chevy  | DAY 26 | ATL 7  | MAR 21 | KAN 26 | DOV 29 | CLT 16  | TEX 17 | IOW 19 | GTW 23 | KEN    | ELD    | POC 29 | BRI 10 | MCH 12 | MSP 12 | CHI 20 | NHA 12 | LVS 13 | TAL 28 | MAR 21 | TEX    | PHO    | HOM    |        |     | 17th  | 255 | [ 42 ] |

### ARCA Racing Series
| ARCA Racing Series results                        | ARCA Racing Series results | ARCA Racing Series results | ARCA Racing Series results | ARCA Racing Series results | ARCA Racing Series results | ARCA Racing Series results | ARCA Racing Series results | ARCA Racing Series results | ARCA Racing Series results | ARCA Racing Series results | ARCA Racing Series results | ARCA Racing Series results | ARCA Racing Series results | ARCA Racing Series results | ARCA Racing Series results | ARCA Racing Series results | ARCA Racing Series results | ARCA Racing Series results | ARCA Racing Series results | ARCA Racing Series results | ARCA Racing Series results | ARCA Racing Series results | ARCA Racing Series results | ARCA Racing Series results | ARCA Racing Series results | ARCA Racing Series results | ARCA Racing Series results | ARCA Racing Series results | ARCA Racing Series results | ARCA Racing Series results | ARCA Racing Series results | ARCA Racing Series results | ARCA Racing Series results | ARCA Racing Series results | ARCA Racing Series results | ARCA Racing Series results | ARCA Racing Series results | ARCA Racing Series results | ARCA Racing Series results | ARCA Racing Series results | ARCA Racing Series results | ARCA Racing Series results | ARCA Racing Series results | ARCA Racing Series results |
| Año                                               | Equipo                     | N.º                        | Make                       | 1                          | 2                          | 3                          | 4                          | 5                          | 6                          | 7                          | 8                          | 9                          | 10                         | 11                         | 12                         | 13                         | 14                         | 15                         | 16                         | 17                         | 18                         | 19                         | 20                         | 21                         | ARSC                       | Pts                        | Ref                        |                            |                            |                            |                            |                            |                            |                            |                            |                            |                            |                            |                            |                            |                            |                            |                            |                            |
| ------------------------------------------------- | -------------------------- | -------------------------- | -------------------------- | -------------------------- | -------------------------- | -------------------------- | -------------------------- | -------------------------- | -------------------------- | -------------------------- | -------------------------- | -------------------------- | -------------------------- | -------------------------- | -------------------------- | -------------------------- | -------------------------- | -------------------------- | -------------------------- | -------------------------- | -------------------------- | -------------------------- | -------------------------- | -------------------------- | -------------------------- | -------------------------- | -------------------------- | -------------------------- | -------------------------- | -------------------------- | -------------------------- | -------------------------- | -------------------------- | -------------------------- | -------------------------- | -------------------------- | -------------------------- | -------------------------- | -------------------------- | -------------------------- | -------------------------- | -------------------------- | -------------------------- | -------------------------- |
| 2008                                              | RAB Racing                 | 09                         | Ford                       | DAY 11                     | SLM 7                      | IOW 12                     | KAN 15                     | CAR 12                     | KEN 5                      | TOL 16                     | POC 20                     | MCH 13                     | CAY 9                      | KEN 34                     | BLN 8                      | POC 9                      | NSH 33                     | ISF 15                     | DSF 11                     | CHI 40                     | SLM 7                      | NJE 18                     | TAL 7                      | TOL 6                      | 7th                        | 4540                       | [ 43 ]                     |                            |                            |                            |                            |                            |                            |                            |                            |                            |                            |                            |                            |                            |                            |                            |                            |                            |
| 2009                                              | RAB Racing                 | 09                         | Ford                       | DAY 4                      | SLM                        | CAR                        | TAL 17                     | KEN                        | TOL                        | POC                        | MCH                        | MFD                        | IOW                        | KEN                        | BLN                        | POC                        | ISF                        | CHI                        | TOL                        | DSF                        | NJE                        | SLM                        | KAN                        | CAR                        | 75th                       | 355                        | [ 44 ]                     |                            |                            |                            |                            |                            |                            |                            |                            |                            |                            |                            |                            |                            |                            |                            |                            |                            |
| 2010                                              | Venturini Motorsports      | 35                         | Toyota                     | DAY 3                      | PBE                        | SLM                        | TEX                        | TAL                        | TOL                        | POC                        | MCH                        | IOW                        | MFD                        | POC                        | BLN                        | NJE                        | ISF                        | CHI                        | DSF                        | TOL                        | SLM                        | KAN                        | CAR                        |                            | 84th                       | 215                        | [ 45 ]                     |                            |                            |                            |                            |                            |                            |                            |                            |                            |                            |                            |                            |                            |                            |                            |                            |                            |
| 2012                                              | Venturini Motorsports      | 35                         | Toyota                     | DAY                        | MOB                        | SLM                        | TAL                        | TOL                        | ELK                        | POC                        | MCH                        | WIN                        | NJE                        | IOW                        | CHI                        | IRP                        | POC                        | BLN                        | ISF                        | MAD                        | SLM                        | DSF                        | KAN 28                     |                            | 129th                      | 100                        | [ 46 ]                     |                            |                            |                            |                            |                            |                            |                            |                            |                            |                            |                            |                            |                            |                            |                            |                            |                            |
| 2013                                              | Venturini Motorsports      | 15                         | Toyota                     | DAY 1                      | MOB                        |                            | TAL 34                     | TOL                        | ELK                        | POC                        | MCH                        |                            |                            |                            |                            |                            |                            |                            |                            |                            |                            |                            |                            | KAN 3                      | 25th                       | 1095                       | [ 47 ]                     |                            |                            |                            |                            |                            |                            |                            |                            |                            |                            |                            |                            |                            |                            |                            |                            |                            |
| 2013                                              | Venturini Motorsports      | 55                         | Toyota                     |                            |                            | SLM 13                     |                            |                            |                            |                            |                            | ROA 15                     | WIN                        | CHI                        | NJE                        | POC                        | BLN                        | ISF                        | MAD                        | DSF                        | IOW                        | SLM                        | KEN                        |                            | 25th                       | 1095                       | [ 47 ]                     |                            |                            |                            |                            |                            |                            |                            |                            |                            |                            |                            |                            |                            |                            |                            |                            |                            |
| 2014                                              | Venturini Motorsports      | 15                         | Toyota                     | DAY 11                     | MOB 8                      | SLM 21                     | TAL 2                      | TOL 5                      | NJE 14                     | POC 3                      | MCH 4                      | ELK 9                      | WIN 8                      | CHI 22                     | IRP 6                      | POC INQ†                   | BLN                        | ISF                        | MAD 10                     | DSF 12                     | SLM                        | KEN                        | KAN 6                      |                            | 8th                        | 3295                       | [ 48 ]                     |                            |                            |                            |                            |                            |                            |                            |                            |                            |                            |                            |                            |                            |                            |                            |                            |                            |
| 2015                                              | Mason Mitchell Motorsports | 88                         | Chevy                      | DAY                        | MOB                        | NSH                        | SLM                        | TAL                        | TOL                        | NJE                        | POC                        | MCH                        | CHI                        | WIN                        | IOW                        | IRP                        | POC                        | BLN                        | ISF                        | DSF                        | SLM                        | KEN                        | KAN 5                      |                            | 89th                       | 210                        | [ 49 ]                     |                            |                            |                            |                            |                            |                            |                            |                            |                            |                            |                            |                            |                            |                            |                            |                            |                            |
| 2016                                              | Athenian Motorsports       | 05                         | Chevy                      | DAY 1                      | NSH 4*                     | SLM 7                      | TAL 29                     | TOL                        | NJE                        | POC 19                     | MCH                        | MAD                        | WIN                        | IOW                        | IRP                        | POC 2                      | BLN 15                     | ISF 20                     | DSF                        | SLM 5                      | CHI 2                      | KEN 23                     | KAN 7                      |                            | 12th                       | 2125                       | [ 50 ]                     |                            |                            |                            |                            |                            |                            |                            |                            |                            |                            |                            |                            |                            |                            |                            |                            |                            |
| † – Calificado pero reemplazado por B. J. McLeod. |                            |                            |                            |                            |                            |                            |                            |                            |                            |                            |                            |                            |                            |                            |                            |                            |                            |                            |                            |                            |                            |                            |                            |                            |                            |                            |                            |                            |                            |                            |                            |                            |                            |                            |                            |                            |                            |                            |                            |                            |                            |                            |                            |                            |